# Samuel Alexander
Pour les articles homonymes, voir Samuel Alexander (homonymie).
Cet article possède un paronyme, voir Alexander Samuel.
Samuel Alexander, né le 6 janvier 1859 à  Sydney et mort le 13 septembre 1938 à Manchester, est un philosophe britannique d'origine australienne.
Représentant du courant évolutionniste, Samuel Alexander a développé une philosophie de l'émergence qui a joué un rôle important dans la philosophie anglo-saxonne du XXe siècle. Son influence fut notable sur Alfred North Whitehead, et Bertrand Russell le critiqua. Bien qu'il soutenait des idées parfois proches de Bergson, il était opposé à la notion de « durée pure », mais défendait l'idée de « Nisus » ou élan créateur capable de faire surgir une hiérarchie de qualités en devenir.
Le roman Entropia, la vie au-delà de la civilisation industrielle, dont l'édition originale en langue anglaise date de 2013, est dû à un autre Samuel Alexander, de nationalité australienne.

## Biographie
Samuel Alexander est né à Sydney en 1859 dans une famille anglaise d'origine juive qui avait émigré en Australie. En 1877, à l'âge de 18 ans, il réside à Londres où sa famille est retournée. Il entre au Balliol College à Oxford, où il lit l'œuvre intégrale de Hegel. À Oxford, il étudie puis enseigne la métaphysique et l'éthique.
Dans les années 1880, Alexander effectue de nombreux voyages d'agrément en Europe. Il rejoint la Aristotelian Society en avril 1885 où il exerce la fonction de vice-président. En 1887, il gagne le Green Prize Essay avec Moral Order and Progress. Ce livre est à l'origine de l'amitié entre Alexander et le psychologue et éthologue Lloyd Morgan, à qui il empruntera le premier le terme d'émergence.
En 1888, il étudie et enseigne la psychologie, discipline qui l'intéressera toute sa vie, y compris dans ses aspects thérapeutiques parfois controversés comme l'hypnose. Il s'intéresse aussi aux questions d'éducation : il souhaite une réforme de l'enseignement de la philosophie, voulant apprendre aux étudiants de philosophie la biologie et la psychologie expérimentale.
Alexander publie de nombreux articles dans des revues philosophiques, comme les prestigieuses revues Mind, The Proceedings of the Aristotelian Society et The International Journal of Ethics. Il passe en Allemagne l'hiver 1890-1891 pour étudier la psychologie expérimentale dans le laboratoire de Münsterberg à l'université de Fribourg. Il revient à Oxford en 1891. Il y réalise des travaux de psychologie expérimentale, mettant au point des appareils de mesure des sensations. Après avoir enseigné au Toynbee Hall sur de très nombreux sujets, il est nommé professeur de philosophie à l'université de Manchester, en 1893, où il restera jusqu'à sa mort en 1938.

## Métaphysique
Alexander publia, de 1920 à 1927, l'exposé de son système dans une œuvre intitulée Space, Time and Deity (« Temps, espace et déité »). Le point de départ de sa métaphysique est le suivant : l'espace-temps est la véritable substance (stuff) du monde, et la matière – ainsi que l'ensemble des choses qui existent – n'en sont que des spécifications. Cette substance fondamentale peut être décrite comme la somme des « événements purs » (pure events), dont l'extension est à la fois spatiale et temporelle. Elle est aussi définissable comme « Mouvement », s'insérant dans un élan créateur qu'Alexander nomme le « Nisus ». Cet élan fait émerger une hiérarchie de qualités.

### Espace-temps et super-substantialisme
Selon Samuel Alexander, l' « Espace-temps » est une matrice universelle. Dans Space, Time, and Deity, il élabore un système métaphysique dont le principe fondamental est l'espace-temps, conçu dans sa relation avec le « divin ». L'espace-temps est bien réel, et il est identique à la matière, bien que celle-ci ne s'y réduise pas totalement. La vie puis l'esprit émerge de cette substance fondamentale, via la matière.

#### Inséparabilité de l'espace et du temps
Alexander fournit deux arguments pour justifier l'inséparabilité de l'espace et du temps : 
1. L'argument de la physique : des physiciens tels que Minkowski ou Einstein affirment que l'espace et le temps devraient désormais être considérés comme relevant d'un même système à quatre dimensions – ou continuum quadridimensionnel – dont l'une des dimensions est temporelle.
2. L'argument a priori : c'est l'espace qui permet au temps d'être continu ; et c'est le temps qui donne à l'espace des parties distinctes. Si le temps existait indépendamment de l'espace, il n'aurait aucune consistance car il lui manquerait la continuité ; si l'espace existait indépendamment du temps, il ne serait que pur vide car il lui manquerait le mouvement.

Alexander conçoit la relation d'identité entre l'espace et le temps de la même façon que celle qui existe entre l'esprit et le corps, qui sont selon lui « indissolubles et identiques ». Mais cette analogie ne fonctionne pas totalement de l'aveu même d'Alexander, car l'esprit est une propriété nouvelle qui émerge à partir du corps, alors que le temps est une propriété fondamentale qui n'émerge pas à partir de l'espace.
Alexander précise que sa conception de l'espace-temps et du mouvement est une hypothèse philosophique qui ne doit pas être confondue avec les théories physico-mathématiques qui utilisent ces notions dans un sens apparemment semblable, en particulier celle d'Einstein. Cette hypothèse philosophique trouve toutefois des arguments dans ces théories, notamment dans celle de Hermann Minkowski, et elle s'oppose à la conception philosophique de Bergson, contemporain de Samuel Alexander. Alors que Bergson cherche à exhumer la temporalité du temps – la « durée pure » – en retirant au temps sa dimension spatiale, Alexander affirme qu'ils sont au contraire inséparables : c'est l'espace qui empêche l'instant de périr ; c'est le temps qui empêche le point géométrique de se réduire à néant. Ainsi, la nature ultime de la réalité est un continu de « Points-Instants ».

#### Substantialisme et super-substantialisme
Dans le débat entre substantialisme et relationnisme concernant la nature de l'espace et du temps (« désignent-ils une substance à part entière ou un réseau de relations ? »), Alexander prend clairement position en faveur du substantialisme. Le substantialisme lui-même peut être compris de deux façons très différentes : il peut soutenir que l'espace est une substance à part entière mais qu'il existe également des substances individuelles que sont les objets matériels (substantialisme proprement dit) ; il peut également soutenir la thèse radicale selon laquelle la matière n'est pas autre chose que l'espace ou l'espace-temps. Lorsqu'en l'occurrence la matière est identifiée à l'espace-temps, la thèse défendue est celle du super-substantialisme. Selon Alexander, le super-substantialisme est la conséquence logique du fait qu'il est dans la nature même de l'espace-temps de faire surgir les objets matériels. Il conçoit en effet l'espace-temps comme « Mouvement » (rapport mathématique entre l'espace et le temps), et c'est une caractéristique fondamentale des objets matériels que de se situer à un certain endroit à un instant donné, occupant ainsi – à l'instar du mouvement – un segment de l'espace-temps.

### Émergence
L'émergence caractérise chez Alexander l'apparition de propriétés qualitatives inédites à certains stades critiques de l'évolution. Il est avec Lloyd Morgan le premier philosophe à avoir proposé et développé une doctrine évolutionniste fondée sur le principe de l'émergence. Le concept d'émergence, construit à partir d'une réflexion sur l'évolution de la vie, doit permettre d'intégrer dans la description scientifique du monde les propriétés nouvelles qui apparaissent au cours du processus évolutif. En effet, dans l'évolution des choses apparaissent des êtres dont on ne pouvait prévoir l'apparition. Pour rendre compte de ce processus, il faut distinguer un principe logique et un principe cosmologique de l'émergence :
1. Principe logique : ce qui existe déjà est une condition nécessaire, mais non suffisante, de ce qui émerge.
2. Principe cosmologique : il y a un élan cosmique à l'origine de l'univers qui en détermine l'évolution. Toutes les formes de vie et toutes les activités humaines sont les produits de cet élan cosmique, qui fait émerger les différents degrés de l' « Être ».

C'est à partir de la substance fondamentale de l'univers que constitue l'« Espace-temps », et ce au cours d'un processus lent et régulier, que se distinguent d'abord les degrés de l'« Etre », dont quatre ont déjà émergé. L'ensemble des mouvements particuliers – spécifications du « Mouvement pur » – a constitué la Matière (Matter). Au cours de ce même processus, la Vie (Life) a émergé de la Matière, puis l'Esprit (Mind) de la vie. Avec le même élan émergeront les « Anges » et les « Dieux », car ce processus ne connaît pas de fin. Le divin (Deity) désigne alors le degré d'existence propre à ce qui émerge ou émergera de l'esprit. Plus généralement, chaque ordre de la réalité relève du divin par rapport à son niveau inférieur.
Bien que nous ne puissions connaître les niveaux inférieurs au nôtre, nous ne pouvons qu'intuitionner celui qui nous est immédiatement supérieur. Ce que l'« Espace-temps » engendrera ensuite nous est inconnaissable.

### Univers hiérarchisé
La métaphysique de Samuel Alexander conduit à reconnaître un univers hiérarchisé qui se présente comme un système dont le tableau suivant résume les caractéristiques essentielles :
| Niveaux d'existence | Structure                   | Qualité     |
| ------------------- | --------------------------- | ----------- |
| Espace-temps        | Mouvement pur               | Continuité  |
| Matière             | Système dynamique           | Matérialité |
| Organismes          | Processus physico-chimiques | Vie         |
| Humains             | Corps                       | Conscience  |
| Dieu                | Monde entier                | Divin       |

Ce système peut être conçu sur le modèle de la relation entre le corps et l'esprit, dont il semble être une généralisation. En effet, l'émergence des différents stades de l'existence relève du même processus que celui qui fait émerger l'esprit à partir du corps.

## Naturalisme et émergentisme
D'après Alexander, le philosophe doit se baser sur les données les plus récentes des sciences : la physique mathématique (en plein bouleversement au début du XXe siècle), la biologie (profondément réformée depuis Darwin), mais aussi la physiologie et les sciences humaines, notamment la psychologie. Toutefois, Alexander a gardé de ses maîtres idéalistes de l'université d'Oxford, en particulier de T. H. Green et de Francis H. Bradley, la conviction que la science ne rend pas caduque la métaphysique.
En outre, le naturalisme d'Alexander s'inscrit contre le mécanisme : les organismes dotés de vie et d'esprit ne sont pas régis par un pur mécanisme, car ils ont la vie et la pensée. Le mécanisme oublie l'émergence des nouveautés qui apparaissent au cours du développement, et il faut donc adopter une conception émergentiste de la nature.

### Alexander et Spinoza

#### Influence spinoziste
Alexander s'est toujours recommandé de Spinoza. Dans le même esprit que Spinoza, Alexander critique les conceptions téléologiques de la nature qui voient en elle la réalisation de certaines fins. Il considère que notre tendance à penser que la nature marche vers une fin déterminée est une conséquence de notre anthropomorphisme. Il refuse aussi l'idée de création telle qu'elle apparaît dans la Bible, ou le concept de création continuée proposé par Descartes.
La méthode du naturalisme est celle de la description impartiale et de l'analyse C'est le naturalisme de Spinoza qu'Alexander veut continuer, en tenant compte des progrès scientifiques accomplis depuis le XVIIe siècle. A l'instar de son prédécesseur, Alexander affirme l'unité de tous les êtres de l'univers. Il y a en outre un être infini, Dieu, dont toutes les choses dépendent, mais qui n'existe pas en dehors de la nature.

#### Évolution et «nisus»
Contrairement à Spinoza, pour qui il faut voir les choses dans la lumière de l'éternité et qui considère que le temps est un produit de notre imagination concernant les choses finies, Alexander conçoit le temps comme une caractéristique fondamentale de la réalité au même titre que l'espace, dont il est inséparable. La nature est en effet évolutive et ne peut être comprise sub specie aeternitis (de toute éternité).
De plus, Spinoza a tort selon lui de considérer la pensée comme un attribut de la réalité alors qu'elle n'est attribuable qu'aux quelques éléments les plus complexes de la nature. La pensée – ou esprit – n'est que le résultat récent d'un long processus évolutif qui a commencé bien avant l'émergence de l'esprit et qui se poursuit encore en direction d'une réalité toujours plus spirituelle. Le concept spinoziste de « conatus » – tendance de chaque être à persévérer dans son être qui est en Dieu – devient alors chez Alexander, le « nisus » : élan de tous les êtres vers l'état divin (Deity) à venir.

### «Piété naturelle»
La nature, selon Alexander, fait naître en nous un sentiment de « piété naturelle » (natural piety). Il s'agit de l'attitude adoptée par le chercheur lorsqu'il accepte les mystères de la nature, renonçant ainsi à l'exigence scientifique d'explication. Le monde a des caractéristiques qu'il nous faut accepter comme étant au-delà de nos explications. La piété naturelle est cette attitude qui consiste à accepter les faits de la nature. Le naturalisme, tel que l'entend Alexander, conduit à cette piété naturelle.

### Émergentisme
À l'instar de Lloyd Morgan, dont il a repris le concept d'« émergence », Alexander considère qu'il occupe une position intermédiaire et modérée entre, d'un côté, le réductionnisme « mécaniste » et, de l'autre côté, les dualismes explicites comme le cartésianisme ou le néo-vitalisme. Pour le philosophe émergentiste, tout ce qui existe est constitué de matière, sans aucune insertion d'entités étrangères ou de forces venues du dehors. Mais il existe des systèmes complexes formés de particules matérielles qui se mettent à manifester des propriétés véritablement nouvelles, qui ne sont ni réductibles aux propriétés de leurs constituants ni prédictibles ou explicables en leurs termes. La distinction entre les propriétés émergentes et les propriétés simplement résultantes (comme la masse) est un élément essentiel de l'émergentisme.
Pour Alexander comme pour ceux qu'on qualifiera d'« émergentistes », il est crucial que les propriétés émergentes aient leurs propres pouvoirs de causer certains phénomènes. Les propriétés dépourvues de « pouvoirs causaux » – celles dont la possession par un objet ne modifie en rien son comportement ou son action – ne seraient d'aucun intérêt pour l'explication des phénomènes. La position émergentiste qu'adopte Alexander s'oppose en ce sens à l'épiphénoménisme, doctrine selon laquelle les propriétés mentales de la conscience sont totalement dépourvues de pouvoirs causaux. Il dédaigne même ouvertement cette position :
« [L'épiphénoménisme] suppose qu'il doit exister quelque chose dans la nature qui n'a rien à faire, aucune tâche à accomplir, une sorte de noblesse qui dépend du travail de ses inférieurs, mais que l'on garde pour le spectacle et qui pourrait aussi bien, et sans l'ombre d'un doute, être abolie le temps venu. »

## Réalisme

### Critique de l'idéalisme
Samuel Alexander développe tout au long de son œuvre une critique de l'idéalisme. Il voit dans l'idéalisme une doctrine qui postule au moins implicitement que le monde et tous ses constituants sont des contenus de conscience, ou bien qu'ils sont des entités dépendantes de l'esprit dans leur existence même. Or, selon Alexander, l'expérience que nous faisons du monde entre en contradiction avec ce postulat. La simple perception des objets situés dans notre environnement – la perception d'un arbre ou d'une maison par exemple – montre qu'il s'agit d'une relation entre deux entités distinctes : l'objet et l'acte de perception. L'objet que je perçois n'est pas identique à moi, ni à mon acte de percevoir, et son existence ne dépend pas de la mienne.
Dans un article de 1914 intitulé « The Basis of Realism », Alexander affirme que l'esprit du réalisme est de « dé-anthropomorphiser » notre vision du monde, autrement dit, de remettre l'esprit et l'homme à leur juste place dans un monde constitué de choses. Ainsi, après avoir rejeté la « vision ptolémaïque » (selon les mots d'Alexander) qui plaçait l'esprit au centre de l'univers, Alexander défend la position qu'il qualifie de « copernicienne » : les esprits sont inclus dans l'univers.

### Néo-réalisme
Alexander revendique une position « néoréaliste » en théorie de la connaissance ,. Il refuse d'assigner à l'esprit une position privilégiée. La connaissance est selon lui une relation de « coprésence » (compresence) entre un esprit et un objet. L'objet de connaissance est une entité non mentale séparée de l'esprit ou de son acte d'appréhension. Celui-ci est un mouvement de l'esprit identifiable à l'expérience sensible. Dans tout acte de connaissance, il y a donc deux entités qui sont coprésentes : l'esprit et l'objet de connaissance.
Alexander souligne avec tous les tenants du néo-réalisme que l'objet est indépendant du fait d'être perçu par une conscience. Il s'inscrit ici dans la filiation de G. E. Moore et du jeune Bertrand Russell, critiquant comme eux l'idéalisme absolu de philosophes contemporains comme Bradley ou Bosanquet, ou l'idéalisme subjectif de Berkeley. Pour Alexander, l'esprit est un être fini parmi les autres et n'a donc pas de prééminence sur eux. Il existe simplement à un niveau plus élevé de l'être. L'existence de l'esprit n'est pas une condition de l'existence ou de la nature des choses. Tout ce que ces choses doivent à l'esprit est d'être connues par lui.
Dans une conférence prononcée en 1915 à la Philosophical Society de Manchester où professe alors Alexander, Russell rapproche sa théorie de la connaissance de celle d'Alexander : « j'espère et je crois que ma position principale, qui est réaliste, n'est pas éloignée de celle du professeur Alexander, et j'ai tiré grand profit de ses écrits sur le sujet ».

### Perception directe
D'après Alexander, nous percevons le monde directement. Nous ne percevons pas des représentations ou des idées de choses mais les choses elles-mêmes, puisque nous sommes en relation de « coprésence » avec elles. Nous avons également conscience du processus qui se réalise dans notre perception, état de conscience qu'Alexander nomme « jouissance » (enjoyment).
Toute théorie de la perception directe doit surmonter la question suivante : si nous percevons le monde directement, comment se fait-il que notre perception nous trompe parfois ? La réponse du philosophe est qu'en réalité nous ne percevons jamais le monde de façon erronée, mais nous donnons une extension à certains aspects de notre expérience perceptive qu'ils n'ont pas, pour combler les lacunes de notre perception, ce qui conduit à faire des erreurs de jugement sur ce que nous percevons ou croyons percevoir. Par exemple, si nous voyons le rebord d'une table dont la surface est lisse et plate, nous aurons tendance à généraliser ces caractéristiques à toute la table, et à prendre en quelque sorte – à tort – la partie pour le tout.

## Publications principales
- (en) Moral Order and progress, 1889. Éd. Adegi Graphics LLC, 2005,  (ISBN 1-4021-8166-3),  (ISBN 978-1-4021-8166-5), partiellement en ligne
- (en) Space, Time, and Deity (Espace, Temps, et Déité), 1920-1927. Éd. Kessinger Publishing, 2004, [https://books.google.fr/books?id=OdbUxdAghF4C&printsec=frontcover&dq=editions:+(ISBN )#v=onepage&q&f=false vol. 1] et [https://books.google.fr/books?id=FCDBCcW_lqYC&printsec=frontcover&dq=editions:+(ISBN )#v=onepage&q&f=false 2] partiellement en ligne.
- (en) Beauty and Other Forms of Values, 1933. Édité dans Collected works of Samuel Alexander, Volume 4, éd. Continuum International Publishing Group, 2000,  (ISBN 1-85506-853-2),  (ISBN 978-1-85506-853-7), partiellement en ligne